# 乐平村
乐平村,中华人民共和国安徽省合肥市肥西县上派镇的一个行政村，位于县城东南3公里处。乐平村与灯塔村、北张村、韩圩村、沿河村相邻。乐平村包含7个自然村，分为11个村民组。总面积约1.2平方千米(1800亩)，人口1688人。